# Андеј (острво)
Андеј (исл. Andey) малено је ненасељено острво у северном Атлантику. Административно припада Исланду, односно његовом округу Ејстиртланд. Острво се налази на истоку Исланда, на око 400 км источно од главног града Рејкјавика.
Површина острва је свега 0,3 km². Значајно је станиште морских птица.